# Palace Détective (série télévisée)
Palace Guard est une série télévisée américaine créée par Stephen J. Cannell composée d'un téléfilm pilote de 93 minutes diffusé le 18 octobre 1991 et deux épisodes de 50 minutes diffusés les 25 octobre et le 1er novembre 1991 sur le réseau CBS. Neuf épisodes ont été produits.
En France, le téléfilm pilote a été diffusé sous le titre Palace Détective le 29 décembre 1995 sur M6. La série reste inédite dans les pays francophones.

## Synopsis
Tommy Logan est un voleur de diamants qui sort juste de prison. Arturo Taft, expert de la sécurité des chaînes d'hôtels Palace l'engage pour faire équipe avec Christy Cooper, responsable des relations publiques auprès du vice président de la compagnie pour éviter toutes les catastrophes possibles concernant la sécurité des hôtels.

## Distribution
- D.W. Moffett : Tommy Logan
- Marcy Walker : Christy Cooper
- Tony Lo Bianco : Arturo Taft

## Épisodes
1. Palace Guard (Palace Guard) (93 minutes)
2. Œuf à la coque (The Three-Minute Egg)
3. Soirée enchanteresse (Simian Enchanted Evening)
4. Le regard de Newt (Eye of Newt)
5. Assignation à Domicile (House Arrest)
6. L'Ange Blanc (The White Angel)
7. Glacé (Iced)
8. Le talent de Tommy (Tommy's Art Attack)
9. Souvenirs (Memories)

## DVD
L'intégrale de la série est sortie en Zone 1 dans le coffret 10 DVD Prime Time Crime : The Stephen J. Cannell Collection le 27 juillet 2010 chez Mill Creek Entertainment.